# Гривіца (Яломіца)
Гривіца (рум. Grivița) — село у повіті Яломіца в Румунії. Входить до складу комуни Гривіца.
Село розташоване на відстані 100 км на схід від Бухареста, 19 км на північ від Слобозії, 123 км на північний захід від Констанци, 96 км на південний захід від Галаца.

## Населення
За даними перепису населення 2002 року у селі проживали 2634 особи, з них 2629 осіб (99,8%) румунів. Рідною мовою 2632 особи (99,9%) назвали румунську.